# IFK Timrå
IFK Timrå är en fotbollsklubb i Timrå i Sverige, bildad 9 januari 1978 genom en avknoppning från Timrå IK.
IFK Timrås herrar spelade säsongen 2010 i Division 3 efter att säsongen 2007 fallit ur Division 1 Norra och säsongen 2009 Division 2. Säsongen 2016 slutade herrarna på en 3:e plats i Division 2 Norrland.
Damlaget spelar säsongen 2024 i Division 2 Mellersta Norrland och herrlaget i division 4 och 5 Medelpad. Herrarna har spelat i näst högsta serien säsongerna 1960 (då som Wifsta/Östrands IF) och 1971 (då som Timrå IK).
Föreningen arrangerar en av Norrlands allra största fotbollsturneringar, Mid Nordic Cup, som spelas första helgen i augusti på Fagerviksfälten i Timrå kommun.
Den 4 och 6 september 2022 spelades Trenationsturnering F18 på föreningens hemmaplan, Timrå IP.
I oktober 2001 tilldelades klubben Gunnar Nordahl-stipendiet.

## Kända spelare
- Stefan Ålander
- Per Nilsson
- Mattias Nylund
- Mehmed Hafizovic
- Granit Buzuku
- Jonas Wallerstedt
- Hans Bergh